# Фрея Аллан
Фрея Аллан (англ. Freya Allan; нар. 6 вересня 2001, Оксфордшир, Англія) — англійська актриса, відома завдяки ролі Цірі в серіалі «Відьмак» від американської компанії Netflix.

## Біографія
Фрея Аллан народилася 6 вересня 2001 року в графстві Оксфордшир (Англія, Велика Британія).
Аллан з дванадцяти років на театральній сцені, серед іншого вона брала участь у виставі Рапунцель в Оксфордському ігровому будинку.
Вона навчалася в Школі драматичного мистецтва Starcast в Солсбері.
З 2017 року Фрея знімалася в короткометражних фільмах і в епізодичних ролях деяких серіалів. 2018 року була запрошена на роль юної Цірі в серіалі «Відьмак» компанії Netflix.

## Кар'єра
2019 року Фрея Аллан зіграла другорядну роль у фільмі "Війна світів". Також з 2019 року вона грає Цірі у серіалі "Відьмак", що є адаптацією однойменного циклу романів Анжея Сапковського. Спочатку у неї була невелика роль у першому епізоді, але пізніше її персонажка стала однією з головних у серіалі. Вона жила у Будапешті вісім місяців, поки знімався перший сезон серіалу. 
2020 року Фрея Аллан знов зіграла Цірі вже у другому сезоні «Відьмака». Цей сезон був показаний на Netflix у 2021 році. За цю роль вона була двічі номінована як найкраща молода акторка в телевізійному серіалі на премію Сатурн - у  2021 та 2024 роках.
2021 року вона отримала головну роль у фільмі жахів «Бегхед» (режисер  - Альберто Корредор). зараз фільм знаходиться в процесі зйомок. А у 2023 році була обрана на роль Мей, вдавано здичавілої молодої жінки, у фільмі «Планета мавп: Королівство».

## Фільмографія
| Рік    |    | Українська назва          | Оригінальна назва                 | Роль                                                         |
| ------ | -- | ------------------------- | --------------------------------- | ------------------------------------------------------------ |
| 2017   | кф |                           | Bluebird                          | Денні                                                        |
| 2017   | кф |                           | The Christmas Tree                | дівчина                                                      |
| 2017   | кф |                           | Captain Fierce                    | Лінда                                                        |
| 2018   | с  | У пустелі смерті          | Into the Badlands                 | Юна Мінерва (Епізод: "Chapter XXI: Carry Tiger to Mountain") |
| 2019   | с  | Війна світів              | The War of the Worlds             | Мері (Епізод: "1.1")                                         |
| 2019—- | с  | Відьмак                   | The Witcher                       | Цірі                                                         |
| 2020   | с  | Третій день               | The Third Day                     | Калі (5 серій)                                               |
| 2021   | ф  | Пороховий коктейль        | Gunpowder Milkshake               | юна Сем                                                      |
| 2023   | ф  | Прокляття Беґхед          | Baghead                           | Айріс Ларк                                                   |
| 2024   | ф  | Планета мавп: Королівство | Kingdom of the Planet of the Apes | Мей                                                          |

## Нагороди та номінації
| Рік  | Нагорода | Номінація                                   | Стрічка | Результат | Пос.  |
| ---- | -------- | ------------------------------------------- | ------- | --------- | ----- |
| 2021 | Сатурн   | За найкращу роль молодого актора чи акторки | Відьмак | Номінація | [ 7 ] |
| 2024 | Сатурн   | За найкращу роль молодого актора чи акторки | Відьмак | Номінація | [ 8 ] |